# Багряжское сельское поселение
Багряжское сельское поселение — сельское поселение в Заинском районе Татарстана.
Административный центр — село Средний Багряж.
В состав поселения входят 3 населённых пункта.
Багряжское сельское поселение граничит с Верхненалимским, Дуртмунчинским, Нижнебишевским, Поповским сельскими поселениями и Сармановским районом.

## Состав поселения
- с. Средний Багряж
- с. Верхний Багряж
- с. Сарсаз-Багряж

## Население
| 2010 | 2011 | 2012 | 2013 | 2014 | 2015 | 2016 |
| ---- | ---- | ---- | ---- | ---- | ---- | ---- |
| 861  | ↘860 | ↘852 | ↘851 | ↘826 | ↘790 | ↘768 |
| 2017 | 2018 |      |      |      |      |      |
| ↘746 | ↘729 |      |      |      |      |      |

## Границы поселения
Граница Багряжского сельского поселения по смежеству с Нижнебишевским сельским поселением проходит от узловой точки 13, расположенной в 2,0 км на северо-запад от села Средний Багряж на стыке границ Багряжского, Нижнебишевского и Поповского сельских поселений, на восток 2,6 км по южной границе лесных кварталов 44, 38 Багряжского участкового лесничества государственного бюджетного учреждения Республики Татарстан «Нижнекамское лесничество», затем идет на северо-восток 900 м по лесному кварталу 1 Лякинского участкового лесничества государственного бюджетного учреждения Республики Татарстан «Нижнекамское лесничество» до узловой точки 14, расположенной в 3,7 км на северо-восток от села Средний Багряж на стыке границ Багряжского, Дуртмунчинского и Нижнебишевского сельских поселений.
Граница Багряжского сельского поселения по смежеству с Дуртмунчинским сельским поселением проходит от узловой точки 14 на юго-восток 7,0 км по северной границе лесных кварталов 1, 2, 3, 4, 5, 6, 7 Лякинского участкового лесничества государственного бюджетного учреждения Республики Татарстан «Нижнекамское лесничество» до узловой точки 15, расположенной в 5,4 км на юго-восток от деревни Кабан-Бастрык на стыке границ Багряжского, Дуртмунчинского сельских поселений и Сармановского муниципального района.
Граница Багряжского сельского поселения по смежеству с Сармановским муниципальным районом проходит от узловой точки 15 по границе Заинского муниципального района до узловой точки 50, расположенной в 7,0 км на северо-восток от села Верхний Налим на стыке границ Багряжского, Верхненалимского сельских поселений и Сармановского муниципального района.
Граница Багряжского сельского поселения по смежеству с Верхненалимским сельским поселением проходит от узловой точки 50 по сельскохозяйственным угодьям последовательно 1,2 км на северо-запад, 80 м на юго-запад, 560 м на северо-запад, 100 м на запад, 110 м на северо-запад, 130 м на северо-восток, 490 м на северо-запад, 100 м на юго-запад, 140 м на северо-запад, 300 м на юго-запад, 70 м на северо-запад, пересекая ручей, 440 м на юго-запад, 240 м на северо-запад, 450 м на северо-восток, 400 м на юго-запад, 1,8 км на северо-запад, пересекая реку Налимку, и 900 м на юго-запад, затем идет в том же направлении 600 м по юго-восточной границе лесного квартала 32 Лякинского участкового лесничества государственного бюджетного учреждения Республики Татарстан «Нижнекамское лесничество», 850 м по восточной границе лесного квартала 36 и 1,7 км по юго-восточной границе лесного квартала 40, затем идет на север 1,4 км по западной границе лесных кварталов 40, 36 Лякинского участкового лесничества государственного бюджетного учреждения Республики Татарстан «Нижнекамское лесничество», далее проходит на северо-запад 3,9 км по северной границе лесных кварталов 35, 34, 33 Лякинского участкового лесничества государственного бюджетного учреждения Республики Татарстан «Нижнекамское лесничество», пересекая ручей, реку Матку и автодорогу Сарсаз-Багряж - Верхний Налим, затем идет на юго-восток 2,0 км по западной границе лесных кварталов 33, 37 Лякинского участкового лесничества государственного бюджетного учреждения Республики Татарстан «Нижнекамское лесничество», далее проходит на юго-запад 550 м по северной границе лесного квартала 42 Лякинского участкового лесничества государственного бюджетного учреждения Республики Татарстан «Нижнекамское лесничество» и 1,7 км по северо-западной границе лесного квартала 41 Лякинского участкового лесничества государственного бюджетного учреждения Республики Татарстан «Нижнекамское лесничество» до узловой точки 17, расположенной в 850 м на юго-восток от деревни Новый Налим на стыке границ Багряжского, Верхненалимского и Поповского сельских поселений.
Граница Багряжского сельского поселения по смежеству с Поповским сельским поселением проходит от узловой точки 17 в северном направлении 2,3 км по восточной границе лесных кварталов 54, 52 Лякинского участкового лесничества государственного бюджетного учреждения Республики Татарстан «Нижнекамское лесничество», затем идет по сельскохозяйственным угодьям 350 м на восток, 2,5 км на север, 1,1 км на юго-запад, пересекая ручей, 2,9 км на северо-запад, пересекая автодорогу «Заинск - Сарманово» - Верхний Багряж, до реки Багряжки, далее проходит 2,5 км вверх по течению реки Багряжки до слияния данной реки с рекой Маткой, затем идет 800 м вверх по течению реки Матки до северо-западного угла лесного квартала 52 Багряжского участкового лесничества государственного бюджетного учреждения Республики Татарстан «Нижнекамское лесничество», далее проходит на восток 1,9 км по северной границе лесных кварталов 52, 53 Багряжского участкового лесничества государственного бюджетного учреждения Республики Татарстан «Нижнекамское лесничество», затем идет на северо-восток 1,1 км по западной границе лесного квартала 51 Багряжского участкового лесничества государственного бюджетного учреждения Республики Татарстан «Нижнекамское лесничество», далее проходит в общем направлении на северо-восток 3,0 км по юго-восточной границе лесных кварталов 48, 44 Багряжского участкового лесничества государственного бюджетного учреждения Республики Татарстан «Нижнекамское лесничество» до узловой точки 13.